# Angra Toldo
Antra Toldo és una localitat de São Tomé i Príncipe. Es troba al districte de Caué, al sud-oest de l'illa de São Tomé. La seva població és de 296 (2008 est.). Limit al nord-oest amb São João dos Angolares i al sud-oest amb Ribeira Afonso. Al nord-est hi ha la frontera amb el districte de Cantagalo. A tota la part meridional de l'illa i del districte la llengua principal és el crioll portuguès anomenat angolar, mentre que a la resta de l'illa parlen el crioll forro.

## Evolució de la població
| 2001 | 2008 |
| 260  | 296  |